# Sergei Georgijewitsch Lapin

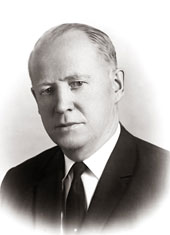
Sergei G. Lapin

Sergei Georgijewitsch Lapin (russisch Сергей Георгиевич Лапин; * 2. Julijul. / 15. Juli 1912greg. in Sankt Petersburg, Russisches Kaiserreich; † 4. Oktober 1990 in Moskau) war ein sowjetischer Diplomat, der unter anderem zwischen 1956 und 1960 Botschafter der Sowjetunion in Österreich, von 1960 bis 1962 Außenminister der Russischen Sozialistischen Föderativen Sowjetrepublik (RSFSR) sowie zwischen 1965 und 1967 Botschafter der UdSSR in der Volksrepublik China war. Er war zudem von 1967 bis 1970 Generaldirektor der Nachrichtenagentur der Sowjetunion TASS sowie zwischen 1970 und 1985 Vorsitzender des Staatlichen Komitees der UdSSR für Fernsehen und Hörfunk beim Ministerrat der UdSSR.

## Leben

### Studium und diplomatische Karriere
Sergei Georgijewitsch Lapin absolvierte nach dem Schulbesuch zwischen 1930 und 1932 ein Studium an der Redaktions- und Verlagsabteilung des Leningrader Institut für Geschichte, Philosophie und Linguistik und war daraufhin von 1932 bis 1940 als Mitarbeiter, Exekutivsekretär sowie stellvertretender Chefredakteur bei verschiedenen Tageszeitungen in Sankt Petersburg tätig. Dort absolvierte er zudem ein Studium am Linguistischen Institut und wurde 1939 Mitglied der damaligen Kommunistischen Allunions-Partei (Bolschewiki) (WKP (B)). Nach einem Studium von 1940 bis 1942 an der Parteihochschule war er bis 1944 Instrukteur und Leiter der Sektors für Tageszeitungen auf sämtlichen Verwaltungsstufen der Sektion Presse in der Abteilung für Propaganda und Agitation des Zentralkomitees (ZK) der WKP (B). Daraufhin fungierte er bis 1945 als Chefredakteur des politischen Rundfunks des Allunionsausschusses für Hör- und Rundfunk beim Rat der Volkskommissare der Sowjetunion und im Anschluss von 1945 bis 1953 als stellvertretender Vorsitzender des Komitees für Hörfunk beim Ministerrat der UdSSR.
1953 wechselte Lapin in den diplomatischen Dienst und war nach einer kurzen Verwendung im Amt des Hohen Kommissars der UdSSR in Deutschland von 1953 bis 1955 Botschaftsrat an der Sowjetischen Botschaft in der DDR. Danach war er bis Oktober 1956 Leiter der III. Europäischen Abteilung des Außenministeriums der UdSSR und in Personalunion Sekretär der dortigen KPdSU-Grundorganisation. Am 19. Oktober 1956 wurde er als Nachfolger von Andrei Andrejewitsch Smirnow zum außerordentlichen und bevollmächtigten Botschafter der Sowjetunion in Österreich und überreichte am 29. Oktober 1956 sein Beglaubigungsschreiben. Er bekleidete diesen Botschafterposten bis zum 16. Juni 1960 und wurde danach von Wiktor Iwanowitsch Awilow abgelöst. Er fungierte nach seiner Rückkehr zwischen dem 5. September 1960 und dem 20. Januar 1962 als Erster Stellvertretender Vorsitzender des Staatskomitees für die kulturellen Beziehungen zum Ausland beim Ministerrat der UdSSR.
Zugleich wurde Sergei Lapin am 5. September 1960 Nachfolger von Michail Danilowitsch Jakowlew als Außenminister der Russischen Sozialistischen Föderativen Sowjetrepublik (RSFSR) und übte dieses Amt bis zum 20. Januar 1962 aus, woraufhin Michail Alexejewitsch Menschikow ihn ablöste.
Nachdem er von 1962 bis zum 6. April 1965 Stellvertretender Außenminister der UdSSR war, wurde er am 13. April 1965 als Nachfolger von Stepan Wassiljewitsch Tscherwonenko zum außerordentlichen und bevollmächtigten Botschafter der UdSSR in der Volksrepublik China ernannt und übergab dort am 30. April 1965 seine Akkreditierung. Er verblieb dort bis zum 12. April 1967, wobei der Botschafterposten erst am 16. Oktober 1970 mit Wassili Sergejewitsch Tolstikow nachbesetzt wurde. Auf dem XXIII. Parteitag der KPdSU (29. März bis 8. April 1966) wurde er erstmals Mitglied des ZK der KPdSU, wurde auf den darauf folgenden Parteitagen in diesem Gremium bestätigt und gehörte ihm bis zum 25. Februar 1986 an.

### Karriere im Rundfunk
Am 12. April 1967 übernahm Sergei Georgijewitsch Lapin von Dmitri Petrowitsch Gorjunow den Posten als Generaldirektor der Nachrichtenagentur der Sowjetunion TASS (Телеграфное агентство Советского Союза) und hatte diese Funktion bis zu seiner Ablösung durch Leonid Mitrofanowitsch Samjatin am 24. April 1970 inne. Daraufhin wurde er als Nachfolger des kurz zuvor abgesetzten Nikolai Nikolajewitsch Mesjazew am 24. April 1970 Vorsitzender des Komitees für Hörfunk und Fernsehen, das am 5. Juli 1978 zum Staatlichen Komitee der UdSSR für Fernsehen und Hörfunk beim Ministerrat der UdSSR umbenannt wurde. Lapin bekleidete den Vorsitz dieses Komitees bis zu seinem Eintritt in den Ruhestand am 16. Dezember 1985 und wurde danach von Alexander Nikiforowitsch Aksjonow abgelöst.
Unterhaltungs- und Popsendungen wurden unter Lapins Vorsitz auf ihre „ideologische Reinheit“ hin überprüft. Es wurde ein System von Verboten eingeführt. So erlaubte Lapin beispielsweise nicht, dass bärtige Männer im Fernsehen auftraten, und es war ihnen verboten, ohne Krawatte oder Jackett auf Sendung zu gehen. Frauen durften keine Hosen tragen. Lapin verbot Nahaufnahmen der Sängerin Alla Pugatschowa, die im Fernsehen in ein Mikrofon singt.
In Lapins Zeit wurden Fernsehsendungen mit beliebten Interpreten der Unterhaltungsmusik jüdischer Abstammung eingestellt, wie beispielsweise Vadim Muhlermann (der vor dem Hintergrund der politischen Konfrontation zwischen der UdSSR und Israel mehrere jüdische Lieder in sein Repertoire aufnahm), Maja Kristalinskaja, Irina Brschewskaja, Larissa Mondrus, Emil Gorowetz, Nina Brodskaja und Lew Baraschkow. Da auf dieser Liste von Kulturschaffenden eine beträchtliche Anzahl von Juden zu finden war, wurde Lapin antisemitischer Tendenzen verdächtigt. Andererseits förderte Lapin die Karriere von Iossif Kobson, der sich durch seine Regierungstreue auszeichnete, was zu seiner Ablehnung durch einen bedeutenden Teil der jüdischen Intelligenz führte.

### Ehrungen und Auszeichnungen
Für seine Verdienste in der Sowjetunion wurde Sergei Georgijewitsch Lapin mehrfach ausgezeichnet. Zu seinen Ehrungen gehören:
- Held der sozialistischen Arbeit
- Leninorden (4×)
- Orden des Roten Banners der Arbeit
- Orden der Völkerfreundschaft
- Jubiläumsmedaille „Zum Gedenken an den 100. Geburtstag von Wladimir Iljitsch Lenin“
- Medaille „Für heldenmütige Arbeit im Großen Vaterländischen Krieg 1941–1945“